# Gabriel Iván Heinze
Gabriel Iván Heinze (nascut el 19 de març de 1978 a Crespo) fou un futbolista argentí. Jugava tant de lateral dret com central. Va començar la carrera d'entrenador al 2015.

## Biografia
Gabriel Iván Heinze va néixer a una família descendent d'alemanys del Volga. El seu pare es diu Jorge i la seva mare Titina. Té 3 germans: Gustavo, Hernán i Sebastián. Està casat amb María Florència, amb qui té 2 fills: Paula i Agustín.

### Selecció argentina
El seu debut internacional es va produir el 30 d'abril de 2003 en el partit Líbia 1-3 Argentina. Amb la selecció argentina Heinze juga com a central marcador o lateral esquerre. Entre els seus majors assoliments es troba la medalla d'or aconseguida en els Jocs Olímpics de 2004 disputats a Atenes, i la seva convocatòria per al Mundial de 2006. A més, a la Copa Amèrica 2007 disputada a Veneçuela quedaren subcampions, després de perdre la final contra Brasil.

## Títols

### Internacionals
- Medalla d'Or als Jocs Olímpics de 2004

### Nacionals
| Títol               | Equip                | País       | Any  |
| ------------------- | -------------------- | ---------- | ---- |
| Copa francesa       | Paris Saint Germain  | França     | 2004 |
| Carling Cup         | Manchester United FC | Anglaterra | 2006 |
| Lliga anglesa       | Manchester United FC | Anglaterra | 2007 |
| Lliga espanyola     | Reial Madrid         | Espanya    | 2008 |
| Supercopa d'Espanya | Reial Madrid         | Espanya    | 2008 |